# 北京师范学校
北京师范学校，是北京市1912年至1958年曾经存在的一所高等院校。
学校前身为1906年清政府在西四南丰盛胡同创办京师督学校堂，首任校长夏锡麟。1912年改名北京师范学校，1913年迁到西城区祖家街西端的端王府夹道（现育幼胡同）。后更名为京师公立师范学校，北平市立师范学校等。1915年民国首届毕业生分配到北京各小学任教，1918年毕业生当中有一名优秀学生被分配到位于方家胡同的京师公立第17高等及国民小学校任校长，这就是著名文学家老舍。1925年首届女生毕业。中華人民共和國成立前，该校毕业生是北京小学校师资的主要来源。1958年，该校停办。
曾任校长的还有陆鋆、方还、张暄、李泰棻等人。曾在该校任过教的有熊佛西、黎锦熙、白滌洲、李苦禅、王雪涛、于非闇等人。历届毕业生中还有朱恩德、钟师统、王洛滨、从维熙等人。

## 校  史
- 1906：京师第一师范学堂。
- 1912：更名北京师范学校。
- 1915：移址端王府夹道8号。
- 1921：设北师女分校，校址翊教寺13号（通称“篱笆大院”）。
- 1936：改称北平市立师范学校。
- 1937：12月更名北京市立师范学校。
- 抗战胜利后：复称北平市立师范学校。
- 1949：更名北京市立师范学校。
- 1950：更名北京市师范学校。
- 1958：年改为北京师范专科学校。
- 1960：并入北京师范学院（即今首都师范大学）

## 校  友
- 朱恩德：
- 王洛滨：知名音乐人
- 从维熙：知名作家
- 老舍：知名作家，第四届
- 章济容：（1912-1946) 号静一。 普通师范科第三届（1933年毕业)。北洋第一师参谋长章炳荣之女。毕业在长辛店扶轮小学工作。1946年嫁给热河国大代表孙杰，同年因肺结核病逝在承德。1951年孙杰被镇反后孙母将章静一迁冢与孙杰合葬。